# Ergatoid
Der morphologische Begriff ergatoid bezeichnet bei den Ameisen die arbeiterinnenähnlichen Männchen. Nur bei manchen Arten kommt diese Form vor.
Manchmal wird von ergatoiden Königinnen gesprochen. Ein exakterer Begriff dafür ist Ergatogyne.